# 4375 Kiyomori
4375 Kiyomori este un asteroid din centura principală, descoperit pe 28 februarie 1987 de Urata. Niijima.